# Heinrich Uukkivi
Heinrich Uukkivi (10 maggio 1912 – 12 aprile 1943) è stato un calciatore estone, di ruolo attaccante.

## Palmarès

### Club

#### Competizioni nazionali
- Campionato estone: 5

Estonia Tallinn: 1934, 1935, 1936, 1937-1938, 1938-1939

### Nazionale
- Coppa del Baltico: 1

1938